# Pere Ros
Pere Ros (* 1954 in Barcelona) ist ein spanischer Gambist und Hochschullehrer.

## Leben und Wirken
Pere Ros wurde in Barcelona geboren. Er studierte an der l'Escolania de Montserrat (1964–1968), am Conservatori municipal in Barcelona und an der Schola Cantorum Basiliensis. Nach einem längeren Aufenthalt in der Schweiz und in Deutschland, wo er an der Hochschule für Musik Karlsruhe (1985–1996) und am Hamburger Konservatorium (1982–1988) als Dozent wirkte, ist er heute Professor für Viola da Gamba am Real Conservatorio Superior de Música zu Madrid.
Er ist Mitglied des Violenquintetts Banchetto musicale und Begleiter namhafter Musiker wie Victòria dels Àngels, Teresa Berganza, Kurt Widmer, Hans-Martin Linde, Wieland Kuijken und Christopher Hogwood. Seine Einspielungen als Solist und als Mitglied des Banchetto musicale spiegeln seine Tätigkeit in diesem Rahmen wider.
Pere Ros ist im europäischen Raum (Musikfestivals von Barcelona, Utrecht und Granada) und in Uruguay aufgetreten; er hat Sommerkurse für Alte Musik in Spanien und weiteren Ländern gegeben und ist mit musikwissenschaftlicher Veröffentlichungen sowie als Mitglied der Jury des Bach-Abel Wettbewerbes zu Köthen/Anhalt aktiv.

## Diskographie als Solist (Auswahl)
- Viola da Gamba Solo Anonyme Choralsätze und Werke des 17. und 18. Jahrhunderts (1990)
- Sieur de Sainte-Colombe: Piezas para Viola da Gamba Sola. Piezas para Dos Violas da Gamba (2003)
- Mestres de capella de la Col·legiata de Xàtiva (1654–1723)